# Hannah Mather Crocker
Hannah Mather Crocker (* 27. Juni 1752 in Roxbury, Massachusetts; † 11. Juli 1829 in Dorchester, Massachusetts) war eine US-amerikanische Autorin und eine der ersten Verfechterinnen der Frauenrechte in Amerika sowie eine Pionierin für die Beteiligung von Frauen an der Freimaurerei. Ihre Observations on the Real Rights of Women waren 1818 das erste Buch einer Amerikanerin über die Rechte der Frauen.

## Leben
Hannah Mather wurde als Tochter von Samuel Mather, einem kongregationalistischen Geistlichen, und Hannah Hutchinson geboren. Sie war ein Nachkomme der Mather-Dynastie, die in Neuengland von Richard Mather (1596–1669) gegründet wurde, durch seinen Sohn Increase Mather (1639–1723) und seinen Enkel Cotton Mather (1663–1728), alles prominente puritanische Geistliche, die in die wichtigen religiösen und politischen Themen ihrer Zeit verwickelt waren, einschließlich der Hexenprozesse von Salem und der Kontroverse über die Impfung gegen Pocken. Der Bruder ihrer Mutter war Thomas Hutchinson, Gouverneur der Province of Massachusetts Bay in den Jahren vor der amerikanischen Revolution. Sie erbte ein Porträt des Gründers der Mather-Dynastie. Sie wuchs in einer religiösen Umgebung auf und hatte ihr Leben lang starke religiöse Überzeugungen. Ihr Vater war ein gebildeter Mann, der an die Wichtigkeit der Bildung von Frauen glaubte, was Grundlage für ihre Gedanken zu den Rechten der Frauen war. Sie erhielt eine umfassende Ausbildung in Sprachen, Geschichte, Theologie und Literatur. Die große Bibliothek im Hause wurde nach dem Tod des Vaters von ihr übernommen und sie setzte sie für ihre Bildungsprojekte für Frauen ein.
In Reminiscences and Traditions of Boston erzählte Mather, wie sie als Teenager 1775 Briefe ihres Vaters unter ihrer Kleidung versteckte, sie aus dem von den Briten besetzten Boston herausschmuggelte und sie Joseph Warren, einem Anführer der Rebellen, übergab.
Am 18. März 1779 heiratete sie Joseph Crocker, einen Absolventen des Harvard College und einen Hauptmann im Amerikanischen Unabhängigkeitskrieg. Auch er war ein Verfechter der Frauenrechte. Sie bekamen zwischen 1780 und 1795 zehn Kinder. Während ihrer Ehe engagierte sie sich in der Freimaurerei und setzte sich für die Stellung der Frau in der Gesellschaft ein, indem sie die St. Anne's Lodge gründete, eine reine Frauenorganisation, die sich an freimaurerischen Prinzipien orientierte, um Frauen Unterricht in Literatur und Wissenschaft zu geben. Crocker starb 1797, den größeren Teil von Mather Crockers literarischen und gesellschaftlichen Arbeiten erfolgte nach seinem Tod.
Sie schrieb und wurde eine bekannte Essayistin und Dichterin. Ihre politische Zugehörigkeit galt stets der Föderalistischen Partei. 1812 gründete sie die School of Industry, um „den weiblichen Kindern der Armen im nördlichen Bezirk von Boston“ Unterricht in beruflichen Fertigkeiten zu geben. Sie starb am 11. Juli 1829 in Dorchester, Massachusetts, und wurde in der Mather-Familiengruft auf dem Copp's Hill Burying Ground in Bostons North End beigesetzt.

## Schriften
Im Jahr 1787 verfasste sie North Square Creed. Es wurde nie veröffentlicht, ist aber eine Erklärung im Stil eines Versprechens, wie es ein neues Mitglied einer fraternisierenden Organisation ablegt. Man nimmt an, dass es dazu gedacht war, den Ehemännern von Frauen, die der St. Anne's Lodge beitraten, zu ermöglichen, sich in der Ehe zu bestimmten Prinzipien zu verpflichten. Der Titel verwendet eine verschlüsselte Sprache, die ein Freimaurer erkennen würde.
1818 veröffentlichte sie in Boston die Observations on the Real Rights of Women, with Their Appropriate Duties, Reminiscences and Traditions of Boston, Agreeable to Scripture, Reason and Common Sense. Sie vertrat darin die Ansicht, dass Männer und Frauen in Bezug auf ihre geistigen Fähigkeiten gleich seien, wobei sie jedoch je nach Geschlecht unterschiedliche Ausprägungen zuließ. Diese Ansicht bildete die Grundlage für ihr Eintreten für die weibliche Bildung: „Ihre Ansichten blieben in vielerlei Hinsicht traditionell. Sie schrieb zum Beispiel, dass «es das Vorrecht der Frau sein muss, im häuslichen Kreis zu glänzen, und ihre angemessene Pflicht, den sich öffnenden Geist ihrer kleinen Herde zu lehren und zu regulieren.... Die sicherste Grundlage, um das Recht der Frau zu sichern, muss in der Familienregierung liegen.»“ Sie schloss eine Verteidigung von Mary Wollstonecraft ein, die von der Bostoner Gesellschaft als Libertine angesehen wurde.
In ihrer Chronik Reminiscences and Traditions of Boston, die sie zwischen 1822 und 1829 verfasste, beschrieb und analysierte sie die Ereignisse der Amerikanischen Revolution und legte damit einige der frühen Grundlagen für ein politisches und theoretisches Verständnis ihrer Ursachen und Errungenschaften. Sie präsentierte ein ideologisches Argument, das politische Theorie mit traditioneller deskriptiver Geschichtsschreibung verband, mit einer Wertschätzung für die Bedeutung von Volksdemonstrationen und einer Betonung des Egalitären. Zum Beispiel verortete sie die Quellen für die Bostoner Unruhen, die gegen den Stamp Act protestierten, in der Tradition antikatholischer Aufmärsche, ihrer rituellen Gewaltakte und der Verbrennung von Bildnissen. Sie schrieb aus der Perspektive einer direkten Zeugin, um den Lesern ein Gefühl der Unmittelbarkeit zu vermitteln. Das Manuskript wurde nach ihrem Tod unter ihren Papieren entdeckt und 1879 von der New England Historic Genealogical Society erworben, die es 2011 veröffentlichte.
Zu ihren weiteren Werken gehören: A Series of Letters on Free Masonry und The School of Reform; or, Seaman's Safe Pilot to the Cape of Good Hope.

## Nachleben
Judy Chicago widmete Hannah Mather Crocker eine Inschrift auf den dreieckigen Bodenfliesen des Heritage Floor ihrer 1974 bis 1979 entstandenen Installation The Dinner Party. Die mit dem Namen Hannah Crocker beschrifteten Porzellanfliesen sind dem Platz mit dem Gedeck für Anne Hutchinson zugeordnet.